# Tom Irwin (acteur)
Pour les articles homonymes, voir Tom Irwin et Irwin.
Tom Irwin, né le 1er juin 1956 à Peoria, est un acteur américain.

## Biographie
Tom Irwin sort diplômé de l'université d'État de l'Illinois en 1979 et rejoint la compagnie théâtrale Steppenwolf de Chicago la même année. En dehors de sa carrière de comédien au théâtre, il est apparu dans plusieurs films et dans de nombreuses séries télévisées. Il a tenu l'un des rôles principaux de la série Angela, 15 ans et un rôle récurrent dans la série Saving Grace. En 2013, il intègre la distribution principale de la série Devious Maids.

## Filmographie

### Cinéma
- 1987 : Light of Day : le révérend Ansley
- 1988 : Midnight Run : l'agent du FBI Perry
- 1991 : Trahie (Deceived) de Damian Harris : Harvey
- 1993 : Mr. Jones : le docteur Patrick Shaye
- 1999 : Hantise : Lou
- 2003 : 21 Grammes : le docteur Jones
- 2008 : Marley et moi : le docteur Sherman
- 2009 : TiMER : Paul Depaul
- 2022 : Amsterdam de David O. Russell : Mr. Belport

### Télévision
- 1994-1995 : Angela, 15 ans (série télévisée, 19 épisodes) : Graham Chase
- 1998 : Au bout de l'amour (téléfilm) : Craig Mitchell
- 1999 : Au-delà du réel : L'aventure continue (série télévisée, saison 5 épisode 17) : Dr. Ian Michaels
- 2001 : Blanche-Neige (téléfilm) : le roi John, le père de Blanche-Neige
- 2002 : Les Experts (série télévisée, saison 2 épisode 14) : Roy Logan
- 2002 : Angel (série télévisée, saison 4 épisode 2) : Elliot
- 2003 : FBI : Portés disparus (série télévisée, saison 1 épisodes 22 et 23) : Barry Mashburn
- 2005 : Urgences (série télévisée, saison 11 épisode 12) : Gabriel Milner
- 2005 : Numbers (série télévisée, saison 1 épisode 5) : Dr. Stephen Atwood
- 2005 : Ghost Whisperer (série télévisée, saison 1 épisode 3) : Steve Harper
- 2005 : The Closer : L.A. enquêtes prioritaires (série télévisée, saison 1 épisode 3): Député Hilton
- 2005-2006 : Related (série télévisée, 13 épisodes) : Joe Sorelli
- 2009 : 24 heures chrono (série télévisée, saison 7 épisode 7) : John Brunner
- 2009 : Lost : Les Disparus (série télévisée, saison 5 épisodes 1 et 4) : Dan Norton
- 2007-2010 : Saving Grace (série télévisée, 19 épisodes) : le père John Hanadarko
- 2010-2011 : Grey's Anatomy (série télévisée, 3 épisodes) : Marty Hancock
- 2011 : Castle (série télévisée, saison 3 épisode 15) : Simon Campbell
- 2011 : New York, unité spéciale (saison 12, épisode 19) : Jerry Bullard
- 2013 : Esprits criminels (série télévisée, saison 9 épisode 6) : Sgt. Joe Mahaffey
- 2013 -  2016 : Devious Maids (série télévisée, distribution principale) : Adrian Powell
- 2014 : Chasing Life (série télévisée, saison 1 épisodes 5 et 10) : Thomas Carver
- 2018 : Scandal (série télévisée, saison 7 épisode 12) : Spivey
- 2019 : The Morning Show (série télévisée, 10 épisodes) : Fred Micklen
- 2023 : New York, unité spéciale (saison 24, épisode 19) : Roger Briggs